# 直交座標系
直交座標系（ちょっこうざひょうけい、英: rectangular coordinate system, 英: orthogonal coordinate system）とは、互いに直交している座標軸を指定することによって定まる座標系のことである。平面上の直交座標系ではそれぞれの点に対して一意に定まる2つの実数の組によって点の位置を指定する。同様にして空間上の直交座標系では座標は3つの実数の組で与えられる。
『方法序説』（1637年）を発表し、平面上の座標の概念を確立したルネ・デカルトの名を採って、デカルト座標系 (英: Cartesian coordinate system) とも呼ぶ。

## 平面上の直交座標系

直交座標系による平面上の点の座標と4つの象限

まず平面上に数直線を1本引く。この直線を x 軸と呼ぶことにする。x 軸に対して直角に直線を引いた直線上の全ての点は、同じ x 座標の値をとると定める。次にこの x 軸に対して、原点から直角にもう1本数直線を引く。これを y 軸と呼ぶことにする。y 軸も x 軸と同様に y 軸に対して直角に直線を引いた直線上の全ての点は、同じ y 座標の値をとると定める。
座標軸の向きには任意性があるが、通常は y 軸の正の向きは x 軸の正の向きから一直角分、反時計回りに回転した向き（右手系）とする。また一般に x 軸は水平方向に右の方向を正の向きにして引き、そのとき y 軸は垂直方向に上方向が正の向きとなる。
平面上の点ごとに実数の対 (a, b) が一意に定まり、その点を通ってx 軸上の点 a においてx軸と直角に交わる直線と、 その点を通ってy 軸に b で直角に交わる直線を引くと、それぞれ1本に限定される。このとき、この交点の座標は (a, b) である。x 軸とy 軸が交わる点を原点とよび、原点の座標は (0, 0) になる。

### 象限
x 座標もy 座標も正の値をとる点からなる領域を、第一象限とよぶ。また x 座標が負でy 座標が正の値をとる点が占める領域は第二象限、x 座標もy 座標も負の値をとる点が構成する領域を第三象限、x 座標が正でy 座標が負の値をとる領域は第四象限とよぶ。

## 高次元の直交座標系

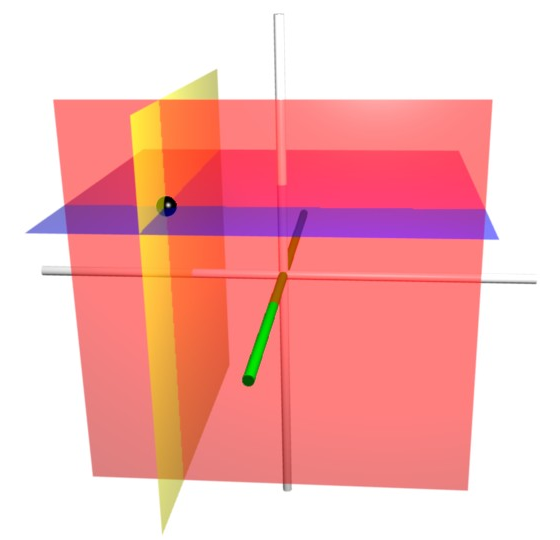
3次元の直交座標系

3次元空間の直交座標系は空間内で互いに直交する3本の数直線 x軸、 y軸、z軸を決めて定める。平面の場合と同様に、空間のそれぞれの点に対しその点から各座標軸への垂線の交点を表す実数たちの組 (a, b, c) によって座標が与えられる。3つの軸の向きは右手系の向きにとられるのが普通である。また各座標軸の配置は、 x 軸と y 軸を含む平面（xy-平面）が水平で、z 軸の向きはxy-平面に対し鉛直上向きとなるよう置くことが多い。
右図では3本の線が座標軸を表し、赤い平面上の点は x 座標が1、黄色い平面上の点は y 座標が -1、青い平面上の点は z 座標が1である。黒い点の座標は (1, -1, 1) になる。
より一般に、d 次元の実内積空間 E に対し、その正規直交基底 (e1, …, ed) に関する座標は「直交座標系」とよばれる。

## 応用
地形情報を書き表して災害対策に用いることが可能。